# Kostel svaté Máří Magdalény (Malá Strana)
Kostel svaté Máří Magdalény na Malé Straně v Praze je bývalý barokní klášterní kostel. Svému původnímu účelu přestal sloužit v roce 1783, kdy byl společně s klášterními budovami zrušen. Dnes v budově sídlí České muzeum hudby, pobočka Národního muzea v Praze. Adresa nárožního objektu je Karmelitská ulice č. o. 2-4, čp. 388/III, Újezd 50 a Hellichova 10.

## Historie

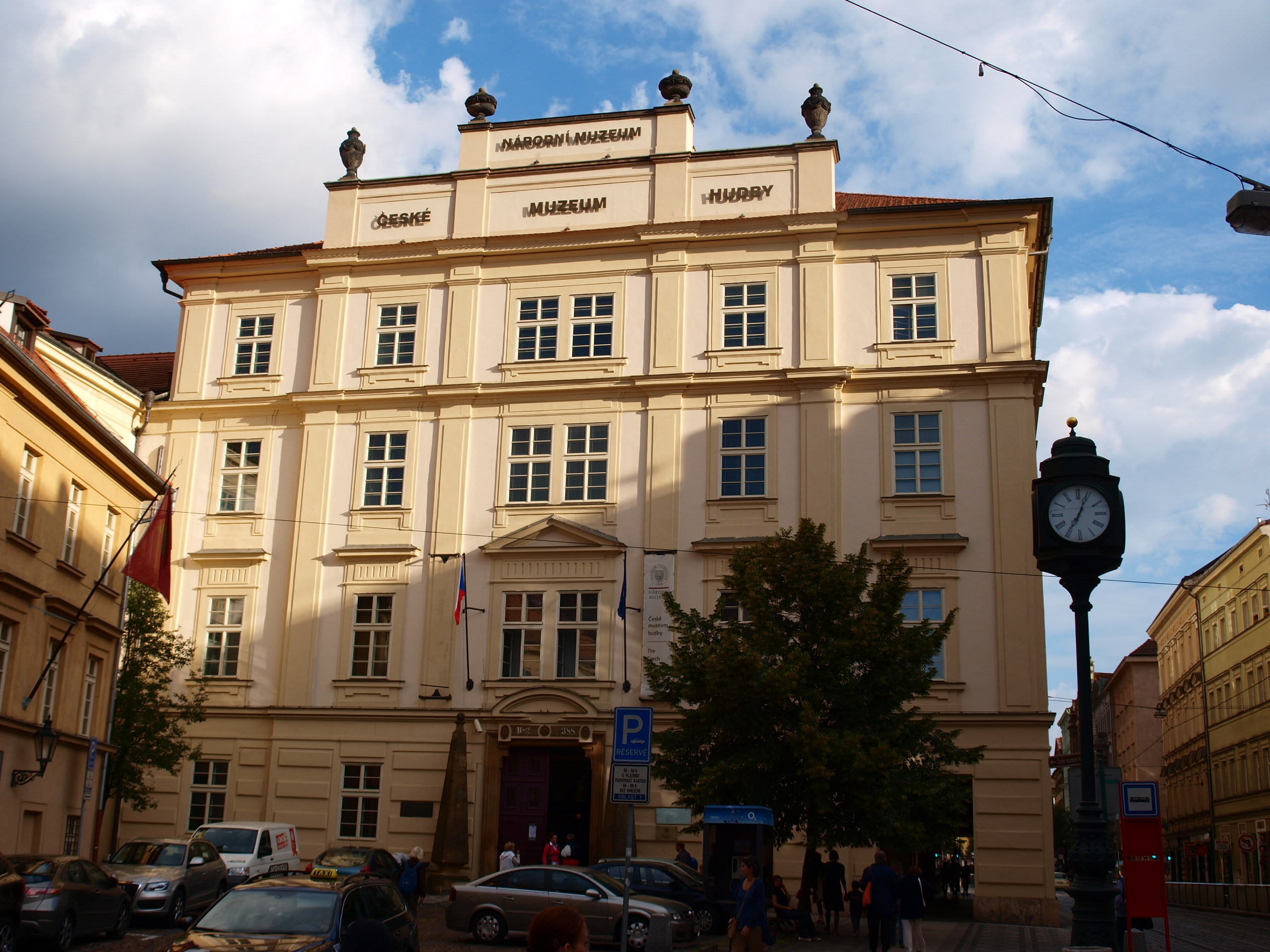
Průčelí kostela/muzea

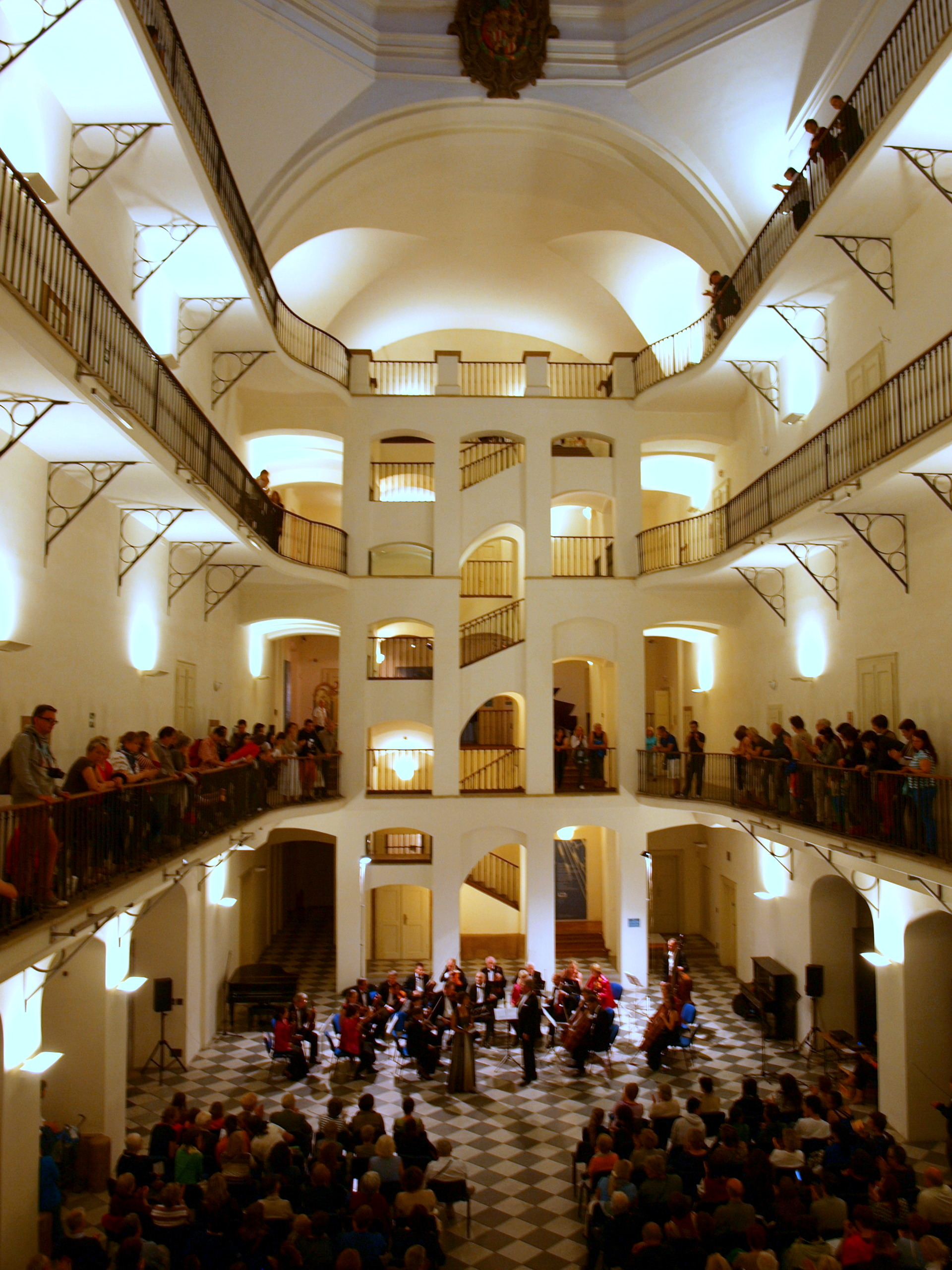
Interiér bývalého kostela. V současné době je hojně využíván pro koncerty klasické a duchovní hudby.

V někdejší osadě Nebovidy, na místě východně od dnešního kostela stával již roku 1315 klášter magdalenitek s kostelíkem téhož zasvěcení, jehož gotické zdivo archeology objeveno při adaptaci sousedního domu čp. 389/III na nároží Harantovy a Karmelitské ulice na lázně hotelu Mandarin Oriental. Klášter i kostel byly za husitských válek zpustošeny. Po roce 1630 se do zruinovaných budov přesunul konvent dominikánů, vytlačený jezuity z areálu pozdějšího Klementina a nespokojený s provizoriem v klášteře sv. Anežky. Současná budova bývalého trojlodního kostela je značně přestavěna. Z trojlodní baziliky se dvěma věžemi v severním průčelí se po přestavbách dochoval jen skelet obvodových zdí, kupole a několik kleneb s výsečemi.

### Barokní kostel
Monumentální kostel ve stylu raného římského baroka je zasvěcený svaté Marii Magdalské. Byl vystavěn v letech 1654–1709, stejně jako klášter dominikánů, gotický kostelík po přestavbě klášteru sloužil jako kaple. Autorem projektu byl významný italský architekt rodiny Michnů z Vacínova Francesco Caratti. Stavebníkem a mecenášem byl nejprve hrabě Karel Ignác Michna z Vacínova, který daroval pozemek oddělený ze zděděných parcel, a financoval projekt. Po jeho smrti roku 1653 se stavělo z finančního odkazu jeho bratra Václava, který si dal postavit sousední palác se zahradou. Plastický rodový erb Michnů v barokní kartuši je umístěn na římse pod kupolí.
Stavba z finančních důvodů vázla, až její pozměněný projekt roku 1709 dokončil Kryštof Dientzenhofer. Původní sakrální charakter stavby setřela trojí přestavba. Kostel - původně podobný poutnímu chrámu Panny Marie ve Staré Boleslavi- nyní zvenčí připomíná jen kupole nad bývalým křížením hlavní a příčné lodi, zakončená výraznou osmibokou lucernou.

### Hrobky
V kostele bývala před hlavním oltářem řádová krypta dominikánů, krytá kamenem v podlaze. Byli zde pohřbeni také významné osobnosti pražského výtvarného života: Dionysio Miseroni, nebo barokní architekti Kryštof a Kilián Ignác Dientzenhoferové, jejichž náhrobní kameny ani ostatky se nedochovaly.

### Zrušení
V době panování Josefa II. byl roku 1783 kostel i klášter zrušen v rámci církevních reforem. Poté budova sloužila různým světským účelům: nejprve byla využívána jako skladiště a stáje pro spedici zbraslavské rafinérie cukru. Pro ni v roce 1790 zdivo upravil Matthias Hummel. V roce 1792 další adaptace provedli Josef Zobel a  Ignác Jan Nepomuk Palliardi v klasicistním stylu, zmizelo původní průčelí kostela s tympanonem a pilastry, nahrazeno průběžnou attikou s vázami. V interiéru vznikly bytové a kancelářské jednotky, stáje a skladovací prostory. V letech 1791–1849 zde sídlil první poštovní úřad v Praze. Po roce 1849 byl objekt přestavěn pro potřeby žandarmerie četnictva. Byly odstraněny dvě hranolové chrámové věže s cibulovitými báněmi nad severním průčelím, do presbyteria vestavěno schodiště a po obvodu lodi pavlače. Pravá (západní) postranní loď byla proražena do ulice a upravena na průchod, dlažba v něm zůstala původní, stejně jako ve druhé postranní lodi, která je v současnosti oddělena od hlavní lodi jen sádrokartonovou příčkou a slouží jako výstavní síň muzea. V té době objekt dostal svou druhou - užitkovou podobu. Od té doby budova sloužila eráru a vystřídaly se v ní četnictvo, pošta a archív.
Od roku 1855 budova sloužila ústřednímu archivu ministerstva vnitra, po roce 1990 přejmenovanému na Státní ústřední archiv. Vzhledem k dokonalému režimu hlídání sem byla dočasně do jedné kanceláře dislokována restaurátorská dílna pro relikviář sv. Maura. V letech 1990 – 1993 byly původní kanceláře, pracovny a skladiště zrušeny a postupně přestěhovány do novostavby Národního archivu v Praze 4 Na Chodovci. Následně byla budova adaptována pro České muzeum hudby, které zde sídlí dosud.